# Bemol
ÎCS Bemol Retail SRL este o companie petrolieră din Republica Moldova, aceasta dispune de o rețea de stații de alimentare cu combustibil. În decembrie 2007 Bemol a deschis prima benzinărie, extinzând numărul acestora până la 40 de stații (în 2021) pe întreg teritoriul țării, dintre care 15 în Chișinău. 
Activitățile companiei variază de la vânzarea produselor petroliere și până la gestionarea a 40 de magazine si 31 de cafe Naringi din cadrul stațiilor .

## Consiliul Directorilor
Prin Decizia sa din 23.10.2020, fondatorul Companiei BEMOL Retail a decis crearea Consiliului Directorilor.
Ex-Primul ministru Chiril Gaburici a fost ales ulterior în funcția de președinte al Consiliului directorilor al Bemol. 

## Produse
- Euro Super 98
- Euro Premium 95
- Euro Diesel
- Gaz lichefiat (GPL). [6]